# Robert Arzet
Robert Arzet (* 28. April 1889 in Steinen (Baden); † 8. Dezember 1950) war ein deutscher Kaufmann, der sich als Archivar im Bankwesen und als Schriftleiter betätigte.

## Leben
Er war der Sohn der Küfermeisters Heinrich Arzet und dessen Ehefrau Wilhelimine geborene Vogt. Seine Vorfahren stammten väterlicher- und mütterlicherseits von alten Bauerngeschlechtern aus dem Südschwarzwald ab. Verwandt war er u. a. mit dem Heimatdichter Johann Peter Hebel.
Nach dem Besuch der Oberrealschule in Freiburg im Breisgau ging Robert Arzet an die Universität Basel und wechselte später an die Universität Heidelberg sowie an die Handelshochschule in Köln. Er schloss das Studium als Diplom-Kaufmann ab und promovierte 1918 an der Philosophischen Fakultät der Universität Heidelberg zum Dr. phil. Das Thema der Dissertation von Robert Arzet lautete Die Geldgeschäfte der badischen Markgrafen mit Stadt und Bürgerschaft Basel.
1913 übernahm er die Leitung des Chefarchivs einer deutschen Großbank, wo er gleichzeitig auch deren Informationsdaten verwaltete. Dadurch musste er nicht am Ersten Weltkrieg teilnehmen. Er übernahm außerdem die Schriftleitung der Plutus-Briefe – Briefe zur Fortbildung von Bankbeamten. Als ständiger Mitarbeiter maßgeblicher volkswirtschaftlicher Zeitschriften verfasste Robert Arzet zahlreiche schriftliche Abhandlungen über die Währungsgeschichte und das Bankwesen, wobei er sich auf internationale Wirtschafts- und Kapitalbeziehungen spezialisierte.
Er gehörte mehreren Gesellschaften an, darunter der Friedrich-List-Gesellschaft, und lebte in Berlin-Grunewald.
Nach dem Zweiten Weltkrieg arbeitete Robert Arzet eine Zeit lang als Leiter der Wirtschaftsabteilung des Tagesspiegels, starb jedoch bereits im Alter von 61 Jahren im Dezember 1950.

## Veröffentlichungen (Auswahl)
- Die Geldgeschäfte der badischen Markgrafen mit Stadt und Bürgerschaft Basel, Schopfheim, o. J. (1918).
- (mit Theodor E. Gregory und Melchior Palyi): Das Silber-Problem, Berlin, 1932.
- Zur kapitalwirtschaftlichen Neuordnung Europas, Berlin, 1942.
- Die Rolle der Börsen im europäischen Effektenverkehr, Berlin, 1942.
- Kreditinstitut und Kundschaft, Bank-Verlag, o. J.